# Босконеро
Босконѐро (на италиански: Bosconero; на пиемонтски: Boschneir, Боскнейр) е малък град и община в Метрополен град Торино, регион Пиемонт, Северна Италия. Разположен е на 240 m надморска височина. Към 1 януари 2020 г. населението на общината е 3107 души, от които 188 са чужди граждани.